# Antyle Holenderskie na Letnich Igrzyskach Olimpijskich 1960
Antyle Holenderskie na Letnich Igrzyskach Olimpijskich 1960 reprezentowało 5 zawodników, byli to sami mężczyźni.

## Podnoszenie ciężarów
Mężczyźni
- Hector Curiel

Kategoria do 56 kg – 11. miejsce
- Rudy Monk

Kategoria do 67,5 kg – nie zaliczył żadnej próby
- Ramiro Fermin

Kategoria do 90 kg – 13. miejsce
- José Flores

Kategoria do 90 kg – 14. miejsce
- Bèto Adriana

Kategoria powyżej 90 kg – nie zaliczył żadnej próby